# Троекуровский ручей
Троеку́ровский руче́й — малая река в районе Очаково-Матвеевское Западного административного округа Москвы, правый приток Сетуни. Своё название получил от бывшего села Троекурово.
Длина ручья составляет два километра, участок с постоянным течением — 700—800 метров. Площадь водосбора — 1—1,5 км². Исток расположен между МКАД, Троекуровским кладбищем и Троекуровской рощей. Водоток проходит по юго-восточной и северо-восточной окраинам лесонасаждений и пересекает Троекуровский проезд в 50 метрах к востоку от церкви Николая Чудотворца. Устье расположено в 200 метрах к северо-западу от церкви. Слева в ручей впадает сток с Восточного Троекуровского пруда.
Территория у ручья перед Троекуровским проездом перепланирована, на русле ручья устроено гидротехническое сооружение.

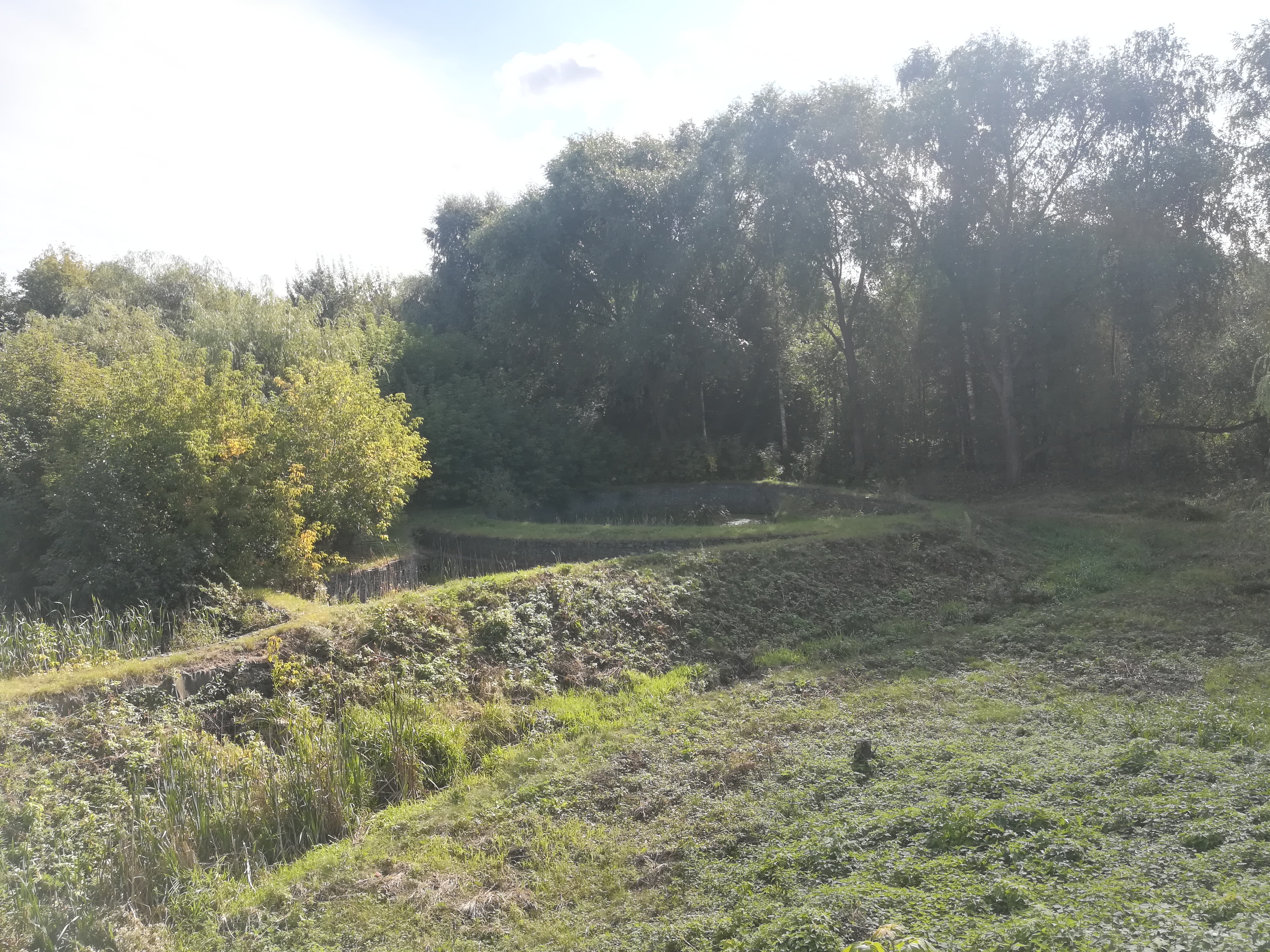
Троекуровский ручей перед пересечением Троекуровским проездом
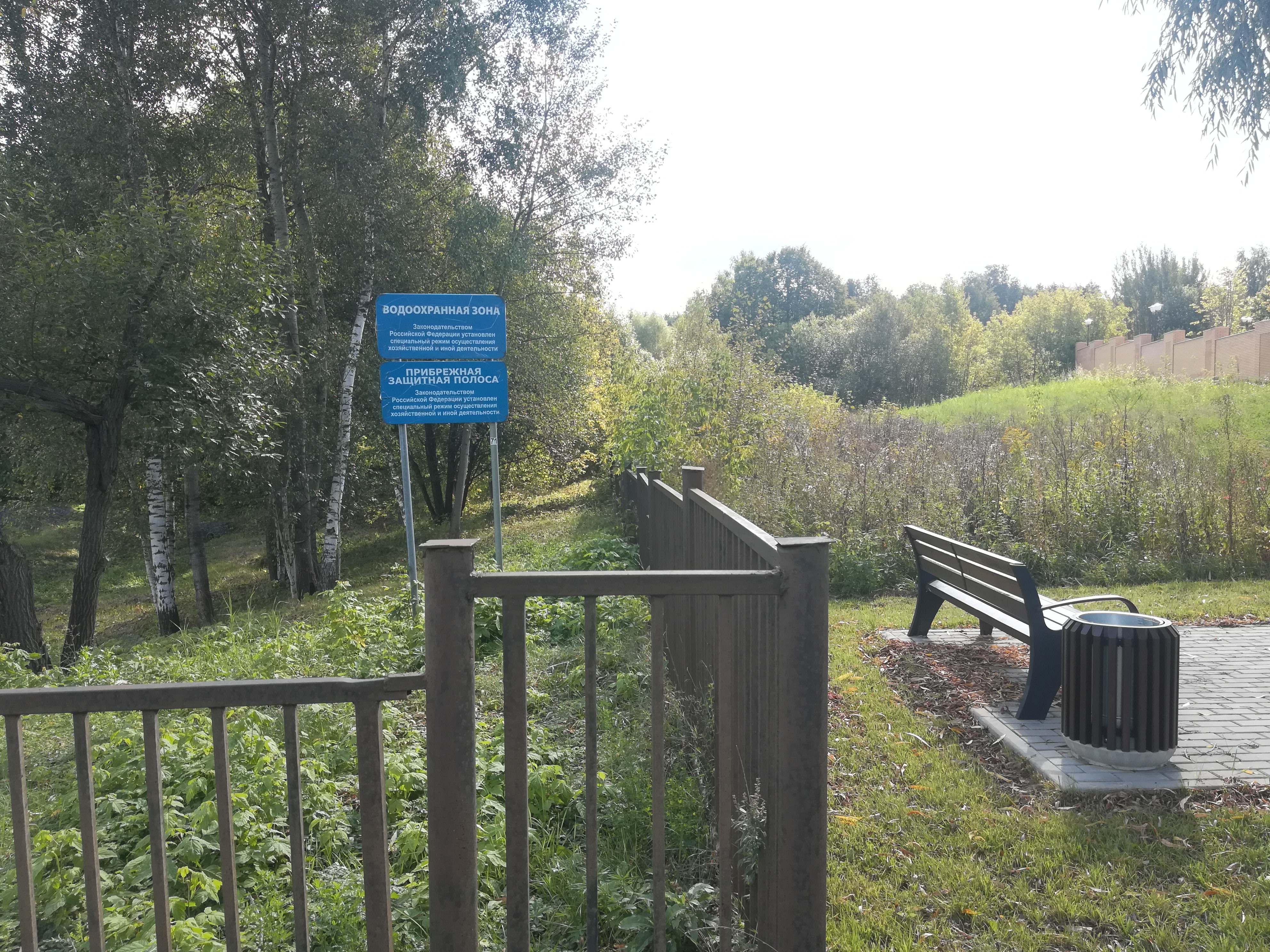
Охранная зона ручья